# Maurotoxin
Maurotoxin (synonym Kaliumkanaltoxin alpha-KTx 6.2) ist ein Neurotoxin aus dem Skorpion Scorpio palmatus.

## Eigenschaften
Maurotoxin ist ein Protein und Skorpiontoxin. Es bindet und hemmt die spannungsgesteuerten Kaliumkanäle Shaker B, Kv1.2/KCNA2 (IC50 = 0,8 nM), Kv1.1/KCNA1 (IC50 = 45 nM), Kv1.3/KCNA3 (IC50 = 180 nM) und KCa3.1/KCNN4 (IC50 = 1 nM). Es hemmt auch Apamin-abhängige Calcium-aktivierte Kaliumkanäle des Typs SK/KCNN. Maurotoxin ist amidiert. Maurotoxin gehört zu den Skorpiontoxinen mit vier Disulfidbrücken, jedoch mit der ungewöhnlichen Anordnung C1:C5, C2:C6, C3:C4 und C7:C8. Maurotoxin bindet an Kaliumkanäle über ein Lysin an der Position 23.